# PW Diest
Le PW Diest est un club de tennis de table belge basé à Diest. Il a été champion de Belgique à cinq reprises.

## Histoire du club
Fondé en 1976 par un groupe d'amis, le club prend le nom de PW Diest car ils ont commencé à jouer sur un table dans un garage à l'arrière de l'immeuble Philips Willem à Diest. Ils entrent dans le système d'interclubs lors de la saison 1980-1981, débutant en sixième division provinciale. Treize ans et neuf promotions plus tard, le PW Diest atteint la Superdivision, la plus haute division belge, qu'ils n'ont toujours pas quitté depuis lors.
Le PW Diest remporte son premier titre de champion de Belgique lors de la saison 2017-2018 en terminant invaincus,. L'équipe récidive l'année suivante et s'adjuge également la coupe de Belgique pour la première fois face au Sokah Hoboken.
Trois ans plus tard, après deux saisons interrompues dû à la pandémie de Covid-19, le club conserve son titre de champion pour la troisième fois consécutive. Le lendemain de leur titre de champion de Belgique, le club remporte également à nouveau la coupe de Belgique face à Hoboken. Le PW Diest remporte à nouveau le titre de Superdivision en 2023 et en 2024. Après cinq titre consécutifs, le PW Diest est détrôné lors de la saison 2024-2025 aux dépens du Sokah Hoboken. Diest remporte n'empêche la coupe cette saison là.

## Effectif Superdivision 2024-2025[4]
- Pavel Platonov (nl)
- Alekseï Smirnov
- Yannick Vostes
- Diogo Carvalho
- Koyo Kanamitsu
- Florian Van Acker (en)
- Matt Closset

## Principaux joueurs de Superdivision entre 2017 et 2025[4]
- Alekseï Smirnov
- Pavel Platonov (nl)
- Kalínikos Kreánga
- Diogo Carvalho
- Mohamed El-Beiali (no)
- Yannick Vostes
- Chen Song
- Simon Arvidsson
- Robert Eriksson
- David McBeath
- Michal Obešlo
- Davy Vanvinckenroye

## Palmarès
- Superdivion belge (5) :
  - Champion : 2018, 2019, 2022, 2023 et 2024
- Coupe de Belgique (4) :
  - Vainqueur : 2019, 2022, 2023 et 2025